# Sigrid Halvorsen
Pour les articles homonymes, voir Halvorsen.
Sigrid Halvorsen est une ancienne handballeuse internationale norvégienne. 
Avec l'équipe de Norvège, elle participe notamment au Championnat du monde 1971 et 1973.